# Insula Amsterdam

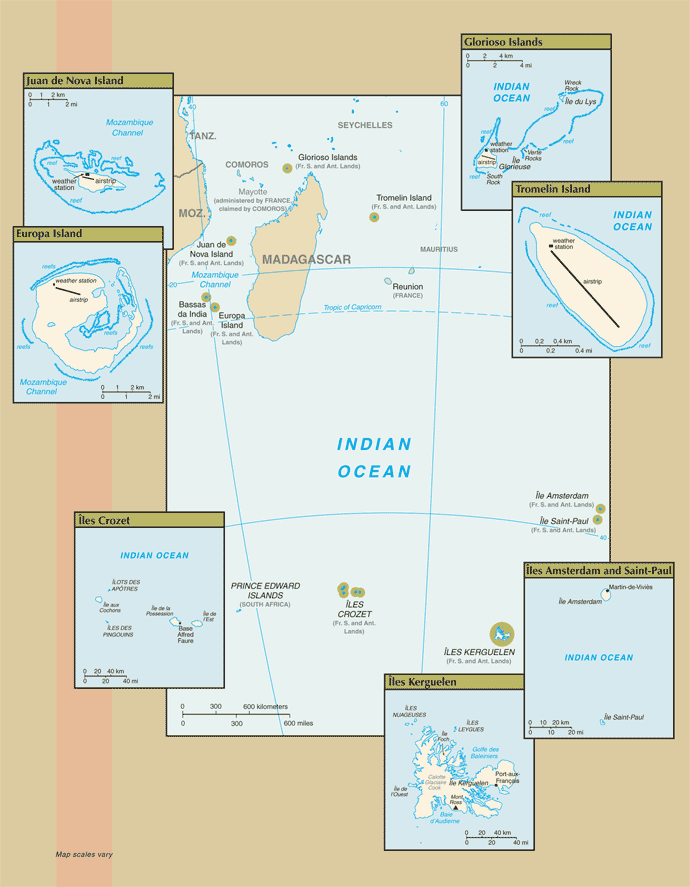
Harta Teritoriilor australe franceze
Insula Amsterdam este situată în nord-est

Insula Amsterdam (franceză Île Amsterdam) este o insulă ce face parte din Teritoriile australe și antarctice franceze. Este situată la coordonatele 37°52′S 77°32′E / 37.867°S 77.533°E în sudul Oceanului Indian, la 2880 km sud insula Réunion. Împreună cu Insula Saint-Paul, aflată la 85 km la sud formează un district în cadrul TAAF.
Insula este de origine vulcanică, cu aspect masiv și o suprafață de 58 km². Are o formă ovală, cu o lungime de 10 km pe axa nord-sud și o lărgime 7 km pe axa est-vest. Punctul culminant este la 881 m, în partea de sud-vest a insulei relieful fiind înalt, terminându-se cu faleze de 400 -700 m înălțime iar în partea de nord-est a insulei relieful coboară de o manieră mai lină spre mare. Coasta este rar decupată, cu excepția unei zone în nord, unde este instalată baza de cercetări. 
Împreună cu Insula Saint-Paul, cele două insule se află pe un platou marin cu o profunzime de 3000m, ele fiind singurele protuberații care se ridică deasupra nivelului mării. Insulele au paticularitatea de a fi singurele teritorii aflate la antipozii Statelor Unite, insula Amsterdam corespunzând unui teritoriu din Colorado. 

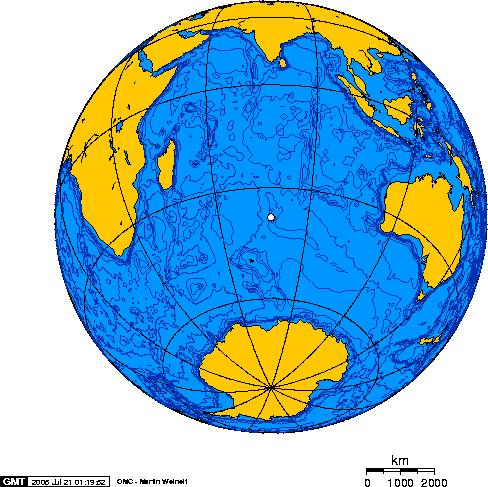
Poziţionarea insulei pe glob

Climatul este temperat oceanic, fără perioade de îngheț dar supus unui vânt constant dinspre vest. Temperatura medie este de 17 ° iar maximele și minimele înregistrate în ultimii 50 de ani sunt de 26° și respectiv 1,7°. De la descoperirea insulei, ecosistemul acesteia a fost puternic perturbat datorită vânătorii sau a introducerii speciilor străine. Vegetația este de tip ierbos, insula fiind singura din TAAF cre are o specie locală de arbori, aceștia acoperind-o în întregime la descoperirea ei. Incendiile repetate și tăierile masive au dus la dispariția aproape totală a arborilor, din anii 90 demarându-se programe de replantare. Fauna este tipică mediului sub-arctic, numeroase specii de păsări cuibărind aici. De asemenea insula este un refugiu pentru diverse mamifere marine cum ar fi focile sau leii de mare. Lucru interesant, pe insulă trăiește un grup de vaci sălbăticite, descendente ale tentativelor de colonizare a insulei din secolul XIX. Acestea au produs un dezechilibru major al vegetației insulei datorită supra-reproducției, recent ele au fost izolate într-un perimetru închis. Șobolanii sunt o altă specie exogenă care a ploriferat pe insulă, ulterior fiind introduse pisici, actualmente sălbăticite, pentru a limita populația acestora.
Insula este menționată pentru prima dată în jurnalul expediției lui Magellan, fiind observată ulterior și de alți navigatori, datorită situării ei pe ruta maritimă ce leagă Cape Town de sudul Indoneziei. A fost botezată de navigatorul olandez Van Diemen care a observat-o în 1633, dar prima debarcare a avut loc abia în 1696, fiind efectuată tot de către un navigator olandez. În Secolul XIX insula este "frecventată" doar de ătre pescari, vânători de balene și de către naufragiați. 

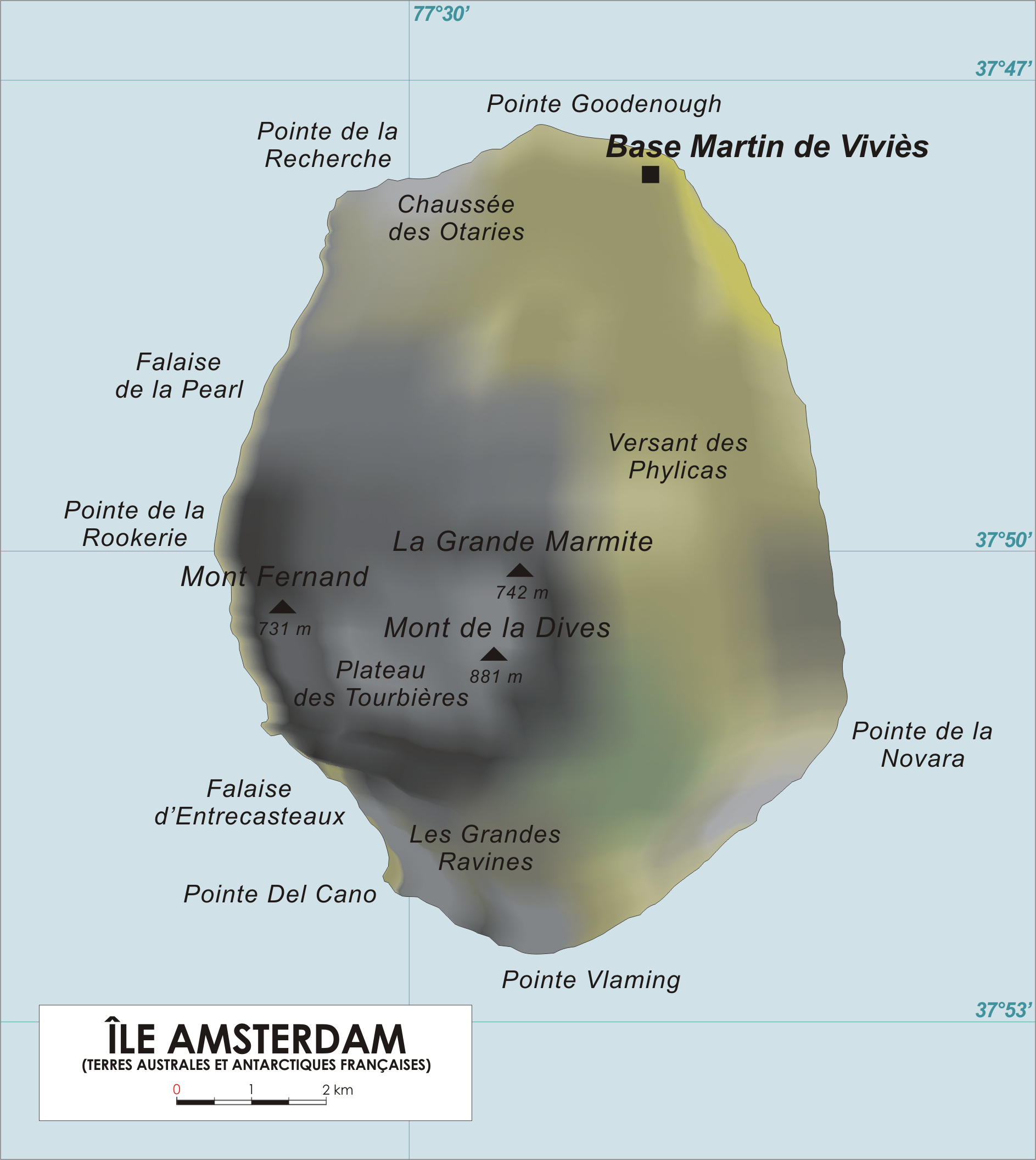
Harta insulei

Insula a fost revendicată în numele Franței în 1843, care staționează aici un detașament de infanterie marină și câțiva pescari. Datorită sărăciei insulei și a protestelor britanice, guvernul francez nu aprobă actul de luare în posesie, iar insula este treptat abandonată. În 1871 un locuitor din Réunion debarcă pe insulă, împreună cu familia și cu o trupă de vaci, în încercarea de a se stabilii aici și a crește animale. Tentativa este sortită eșecului, acesta abandonând insula 6 luni mai târziu. În cele din urmă, o serie de nave de război franceze reiau posesiunea insulei la sfârșitul Secolului XIX, insula fiind atașată coloniei franceze Madagascar în 1924. 
Din 1949 pe insulă funcționează o stație meteorologică, ce s-a extins treptat spre alte activități științifice. Numele bazei este Martin du Vivies, după primul șef al bazei de pe insulă. Datorită izolării acesteia, insula este una dintre cele două locuri de măsurare a poluării de fond a atmosferei. Insula are o Zonă Economică Exclusivă de 502 533 km², prefectul TAAF acordând drepturi de pescuit în aceste ape teritoriale. În 2005 doar două nave aveau dreptul de pescuit în alternanță în aceste ape teriotriale.